# تلما ماديرا
تيلما فيليبا راموس ماديرا (من مواليد 27 ديسمبر 1999) هي عارضة أزياء وممثلة وملكة جمال برتغالية توجت ملكة جمال الكون في البرتغال 2022. وستمثل البرتغال في ملكة جمال الكون 2022.

## مسار مهني مسار وظيفي
في 23 سبتمبر 2017 ، شاركت ماديرا في مسابقة ملكة جمال البرتغال 2017 في كازينو إستوريل في كاسكايس ، حيث توجت بلقب ملكة جمال الأرض البرتغال 2018 وخلفتها غلوريا سيلفا. ستمثل البرتغال في مسابقة ملكة جمال الأرض ملكة جمال الأرض 2018 في فيلبيني، حيث أنهت في أفضل 8. في 6 يوليو 2022، توجت ماديرا ملكة جمال البرتغال 2022 ومثلت البرتغال في ملكة جمال الكون 2022.

## روابط خارجية
- تلما ماديرا على إنستغرام
- موقع ملكة جمال ريبوبليكا بورتوغيزا الرسمي